# Ancyra luangana
Ancyra luangana är en insektsart som beskrevs av Victor Lallemand 1928. Ancyra luangana ingår i släktet Ancyra och familjen Eurybrachidae. Inga underarter finns listade i Catalogue of Life.